# Kreuz für den Feldzug auf der Halbinsel
Das Kreuz für den Feldzug auf der Halbinsel war eine portugiesische Auszeichnung.
Sie wurde vom König Johann VI. gestiftet. Stiftungstag war der 28. Juli 1816. Der Zweck war die Ehrung der an mehreren Feldzügen teilgenommenen Offiziere zu ehren. Insgesamt waren es sechs Feldzüge und Teilnehmer erhielten das auf der rechten Brustseite zu tragenden römische Kreuz mit sechs Lorbeerzweigen in Gold. Mittig war die Zahl sechs als Feldzuganzahl eingefügt. Die Auszeichnung wurde durch die Beigabe des Befehlshaberkreuzes aufgewertet. Für die Anzahl der individuellen Teilnahme waren entsprechend Sterne am Kreuz befestigt und wurde als Befehlshaberkreuz im Knopfloch getragen. Bei drei oder geringerer Anzahl war die Ehrung in Silber und der Inschrift auf der Rückseite „Krieg auf der Halbinsel“.
Das Ordensband war blau-rot wie das des Befehlshaberkreuzes.